# Rozijane Santos Fernandes
Rozijane Santos Fernandes (1987) es una bióloga, pteridóloga, botánica, taxónoma, curadora, anatomista vegetal, y profesora brasileña.

## Biografía
En 2008, obtuvo una licenciatura en ciencias biológicas por la Universidad Estadual de Maranhão; la maestría en botánica tropical (área de concentración taxonomía vegetal) supervisada por el Dr. Marcio Roberto Pietrobom Silva, y defendiendo la tesis: LICÓFITAS E MONILÓFITAS DE DUAS ZONAS DE PRESERVAÇÃO DA VIDA SILVESTRE NO LAGO DA USINA HIDRELÉTRICA DE TUCURUÍ, ESTADO DO PARÁ, BRASIL, por la Universidad Federal Rural de Amazonia / Museo de Pará Emilio Goeldi (2010).
Actualmente es estudiante de doctorando en el Programa de Posgrado en Biología Vegetal de la Universidad Federal de Minas Gerais, y trabajando en el proyecto de revisión taxonómica del [[genus|Thelypteris subgénero. Meniscium (Screber) CF Reed (Thelypteridaceae - Polypodiopsida) en un enfoque filogenético también participó en el inventario de helechos y licófitas en el área entendida como Centro de endemismo Belém en el Proyecto de Pérdida de biodiversidad en los centros de endemismo del Arco de Deforestación.
Desde 2011, desarrolla actividades científicas y académicas en la Universidad Federal de Minas Gerais.

## Algunas publicaciones
- FERNANDES, ROZIJANE SANTOS; YESILYURT, JOVITA C.; SALINO, A. 2014. New species and combinations in Meniscium (Thelypteridaceae). Phytotaxa: a rapid international journal for accelerating the publication of botanical taxonomy 184: 1-11 bibliografía del artículo

- FERNANDES, ROZIJANE SANTOS; MACIEL, S.; PIETROBOM, M. R. 2012. Licófitas e monilófitas das Unidades de Conservação da Usina Hidroelétrica - UHE de Tucuruí, Pará, Brasil. Hoehnea 39: 247-285

- SALINO, A.; FERNANDES, ROZIJANE SANTOS; PIETROBOM, M. R. 2011. Thelypteris amazonica sp. nov. (Thelypteridaceae) from Amazonian Brazil. Nordic Journal of Botany 29: 611-614

- FERNANDES, ROZIJANE SANTOS; CONCEIÇÃO, G. M.; COSTA, J. M.; PAULA ZÁRATE, E. L. 2010. Samambaias e licófitas do município de Caxias, Maranhão, Brasil Archivado el 10 de abril de 2018 en Wayback Machine.. Boletim do Museu Paraense Emílio Goeldi. Ciências Naturais 5: 345-356 resumen en línea

- FERNANDES, ROZIJANE SANTOS; CONCEIÇÃO, G. M.; BRITO, E. S.; PAULA ZÁRATE, E. L 2007. Diversidade Florística de Pteridófitas da Área de Preservação Ambiental do Inhamum, Caxias, Maranhão, Brasil. Revista Brasileira de Biociências (impreso) 5: 411-413

## En Congresos
- FERNANDES, R. S.; LOPES, M. S.; FRANCA, L. C. J.; SARAIVA, G. M. ; SILVA, J. A. R. 2012. SAMAMBAIAS E LICÓFITAS OCORRENTES EM GALERIAS , DO PARQUE NACIONAL DA SERRA DAS CONFUSÕES, PIAUÍ. In: Anais 63.º Congresso Nacional de Botânica, Joinville
- FERNANDES, R. S.; SALINO, A.; ILKIU BORGES, A. L. 2011. SAMAMBAIAS E LICÓFITAS DO CENTRO DE ENDEMISMO BELÉM - ESTADO DA ARTE. In: Anais 62.º Congresso Nacional de Botânica, Fortaleza
- FERNANDES, R. S.; ILKIU BORGES, A. L. 2011. SAMAMBAIA DO ÚLTIMO FRAGMENTO DE FLORESTA AMAZÔNICA NO ESTADO DO MARANHÃO: RESERVA BIOLÓGICA - REBIO GURUPI. In: Anais 62.º Congresso Nacional de Botânica, Fortaleza
- FERNANDES, R. S.; PIETROBOM, M. R.; MACIEL, S. 2009. TECTARIACEAE PANIGRAHI (MONILÓFITA) NAS ZONAS DE PRESERVAÇÃO DA VIDA SILVESTRE DA USINA HIDRELÉTRICA-HUE, TUCURUI, ESTADO DO PARÁ, BRASIL. In: Anais 60.º Congresso Nacional de Botânica, Feira de Santana-BA
- FERNANDES, R. S.; PIETROBOM, M. R. 2008. LYCOPHYTA E MONILOPHYTA OCORRENTES EM FRAGMENTOS FLORESTAIS DO MUNICÍPIO DE TUCURUÍ, PARÁ, BRASIL. In: Anais 59.º Congresso Nacional de Botânica, Natal-RN
- FERNANDES, R. S.; CONCEIÇÃO, G. M.; PIETROBOM, M. R.; PAULA ZÁRATE, E. L. 2008. LYCOPHYTA E MONILOPHYTA OCORRENTES NO PARQUE ESTADUAL DO MIRADOR, MARANHÃO, BRASIL. In: Anais 58.º Congresso Nacional de Botânica, São Paulo-SP
- mônica falcão Silva, gonçalo mendes Conceição, deusiano bandeira de Almeida, maria do socorro Melo Silva ; rozijane santos Fernandes, sostenes ribeiro Oliveira junior. 2007. CRIAÇÃO E IMPLANTAÇÃO DO HERBÁRIO PROFº ALUIZIO BITTENCOURT (HERBIT), DO CENTRODEESTUDOS SUPERIORES DE CAXIAS (CESC), DA UNIVERSIDADE ESTADUAL DO MARANHÃO. In: Anais REUNIÃO ANUAL DA SOCIEDADE BRASILEIRA PARA O PROGRESSO DA CIÊNCIA, Belém

- maira dos santos Rodrigues, gonçalo mendes Conceição, rozijane santos Fernandes, marielita farias Matos. 2007. PLANTAS VASCULARES DA ÁREA DE PROTEÇÃO AMBIENTAL DO INHAMUM,CAXIAS, MARANHÃO, BRASIL. In: Anais da Reunião anual da SBPC, Belém

- rozijane santos Rodrigues; gonçalo mendes Conceição, Paula Zárate, eliete Lima, eliete silva Brito, marielita farias Matos. 2007. PTERIDÓFITAS DO MUNICÍPIO DE TUFILÂNDIA, MARANHÃO, BRASIL. In: Anais 59.º Reunião Anual da SBPC, Belém

## Honores

### Premios
- 2006: mejor trabajo en el Área de Botánica- JORBIOS (Pteridófitas - Thelypteridaceae Pic.-Serm. de la Reserva Ecológica de Inhamum Caxias, MA), UEMA

### Revisiones de ediciones
- 2009 - actual. Periódico: Acta Botanica Brasílica (impreso)
- 2013. Periódico: 64.º Congresso Nacional de Botânica
- 2014 - actual. Periódico: Phytotaxa: a rapid international journal for accelerating the publication

### Membresías
- de la Sociedad Botánica del Brasil.[7]

- Portal:Biografías. Contenido relacionado con Botánica.
- Portal:Biología. Contenido relacionado con Taxonomía.
- La abreviatura «R.S.Fern.» se emplea para indicar a Rozijane Santos Fernandes como autoridad en la descripción y clasificación científica de los vegetales.[8]